# 犁头鳐科
犁头鳐科（學名：Rhinobatidae）又稱琵琶鱝科，為軟骨魚綱犁頭鰩目的一科，下分有9个属，其中有3属目前仅存在于化石记录中，有数十个现存物种。犁头鳐的外貌介乎于鲨鱼与鳐鱼之间，有二对背鳍，身体扁平，所有胸鳍均彼此相连且环绕其头部，尾鳍发达。该科鱼类广泛分布于世界各地的热带、亚热带与暖温带的水域中，属底栖鱼类。本科所有的物种均为卵胎生。本科大部分物种主要以甲壳类、蠕虫与小型鱼类为食

## 分布
本科物种分布于世界各地的热带、亚热带与暖温带海域，一般生活离岸不远的近海与河口湾，但部分犁头鳐品种具有一定的广盐性，可生活在三角洲等咸淡水域交汇处，亦有研究认为部分品种可生活在淡水水域之中。大部分犁头鳐生活在松软的沙质海底或是长有茂密海草床的海底等潜在猎物丰富的水域。

## 物种特征
本科物种前半部分胸鳍相连，形似翅膀，眼睛位于其头部两侧，大致呈菱形，头部扁平，吻部尖锐，嘴位于身体底部，与鳐鱼有相似之处，后半部分则有二对背鳍，尾巴窄长，类似于鲨鱼，游泳姿势亦同鲨鱼相似，整体外貌酷似吉他或是铲刀，这也是其英文名“Guitarfish”的名字由来。该物种的色泽一般为棕色、橄榄色、灰色等与所处环境的海底类似的颜色以便于犁头鳐在海底躲藏与埋伏。本科物种尾部均无毒刺，但部分物种可能会有小而扁平的刺。此外，犁头鳐科物种均长有气孔，因此其在隐藏于沙地下时仍然可以呼吸。为了咬碎猎物可能存在的硬甲壳，本科物种下颌强壮，牙齿较钝。

## 生活习性
本科物种一般生活在不超过200m的海底，但也有报告宣称在深达4000m开阔海域发现一条圆犁头鳐生活于光照带的金枪鱼群之中。犁头鳐以海底的蠕虫、螃蟹、蝦蛄以及小型鱼类为食。其在白天不甚活跃，常常将自己埋在海底的泥沙之中或躲藏于海草床中，仅露出用于侦察的眼睛，主要以伏击的方式捕获猎物，而在夜间则会在海床附近徘徊，积极寻找并捕猎猎物。犁头鳐会用其强壮的下颌咬住猎物，用牙齿碾碎其可能有的坚硬外骨骼并活吞该猎物。
本科物种同大部分鳐鱼和鲨鱼一样为卵胎生物种，繁殖季受物种、地域与环境的影响而多变，孕期可长达一年，每胎根据物种不同会产下2到12条幼鱼。犁头鳐最长可活到15年，而科内平均寿命长度为10年。犁头鳐并不常聚集，但会倾向于生活在同类附近，并偶尔会与其他个体互动。一般犁头鳐会同鲨鱼一样左右摆动其尾部来游泳，但在需要加速或冲刺的场合也会和鳐鱼一样使用头部的胸鳍，游泳时本科物种头部会略微抬起。

## 物种分类
学界在2016年对犁头鳐科其下的分类进行了大规模调整，改变大致如下：
- 废除颗粒犁头鳐属，原属于该属的2个物种以及犁头鳐属的5个物种移至蓝吻犁头鳐科
- 团扇鳐亚科升格为科并划入电鳐目
- 拟团扇鳐属划至团扇鳐科，原属于该属的1个物种一并迁移
- 梳板鳐属升格为科
- 两个新属拟犁头鳐属与弧犁头鳐属自犁头鳐属分离。
- 杜氏犁头鳐和短吻犁头鳐自犁头鳐属分别移至南犁头鳐属与强鳍鳐属
- 铲吻犁头鳐属不作调整。

所有现存的犁头鳐科属与种如下按学名字母表A-Z的顺序排列：

### 弧犁头鳐属(Acroteriobatus)
共10种，均分布于南部非洲沿海与印度洋水域
- 马尔加什弧犁头鳐 Acroteriobatus andysabini ，见于马达加斯加[12]
- 突吻弧犁头鳐 Acroteriobatus annulatus
- 布氏弧犁头鳐 Acroteriobatus blochii
- 灰斑弧犁头鳐 Acroteriobatus leucospilus (Norman, 1926)[12]
- 南非弧犁头鳐 Acroteriobatus ocellatus
- 阿曼弧犁头鳐 Acroteriobatus omanensis
- 沙拉兰弧犁头鳐 Acroteriobatus salalah
- 索科特拉弧犁头鳐 Acroteriobatus stehmanni ，见于索科特拉[12]
- 斑鼻弧犁头鳐 Acroteriobatus variegatus
- 桑吉巴尔弧犁头鳐 Acroteriobatus zanzibarensis

### 犁头鳐属(又稱琵琶鱝屬)（Rhinobatos）
本属共17种：
- 白斑犁頭鰩 Rhinobatos albomaculatatus ：又稱白斑琵琶鱝。
- 安氏犁頭鰩 Rhinobatos annandalei ：又稱安氏琵琶鱝。
- 奧斯汀犁頭鰩 Rhinobatos austini ：又稱奧斯汀琵琶鱝。
- 婆罗洲犁头鳐 Rhinobatos borneensis ：又稱婆羅洲琵琶鱝。
- 台灣犁头鳐 Rhinobatos formosensis ：又稱台灣琵琶鲼。
- 長犁頭鰩 Rhinobatos holcorhynchus ：又稱長琵琶鱝。
- 斑紋犁头鳐 Rhinobatos hynnicephalus ：又稱斑紋琵琶鲼。
- 暗斑犁頭鰩 Rhinobatos irvinei ：又稱暗斑琵琶鱝。
- 印尼犁頭鰩 Rhinobatos jimbaranensis 又稱印尼琵琶鱝。
- 光背犁頭鰩 Rhinobatos lionotus ：又稱光背琵琶鱝。
- 馬納氏犁頭鰩 Rhinobatos manai ：又稱馬納氏琵琶鱝。
- 裸背犁头鳐 Rhinobatos nudidorsalis 又稱裸背琵琶鱝。
- 彭氏犁头鳐 Rhinobatos penggali ：又稱彭氏琵琶鱝。
- 紅海犁頭鰩 Rhinobatos punctifer ：又稱紅海琵琶鱝。
- 拉廊犁頭鰩 Rhinobatos ranongensis ：又稱拉廊琵琶鱝。
- 琴犁頭鰩 Rhinobatos rhinobatos ：又稱琴琵琶鱝。
- 塞氏犁頭鰩 Rhinobatos sainsburyi ：又稱塞氏琵琶鱝。
- 薛氏犁头鳐 Rhinobatos schlegelii ：又稱許氏犁頭鰩、薛氏琵琶鱝。
- 肖氏犁頭鰩 Rhinobatos thouiniana ：又稱肖氏琵琶鱝。
- 菲律宾犁头鳐 Rhinobatos whitei ：又稱菲律賓琵琶鱝。

### 扁犁头鳐属(又稱扁琵琶鱝屬)Tarsistes
- 菲利浦扁犁头鳐 Tarsistes philippii ：又稱菲利浦扁琵琶鱝。

## 經濟利用
该科物种为沿岸地区居民重要的蛋白质来源，味道极佳。除此以外，犁头鳐科的个体还可为沿岸地区吸引前来潜水或是参观水族馆的观光客，促进旅游业的发展。